# Nikołaj Agiejew (generał)
Nikołaj Iwanowicz Agiejew (ros. Николай Иванович Агеев, ur. 18 kwietnia 1922 we wsi Bibikowo w guberni penzeńskiej, zm. 7 lipca 1988 w Moskwie) – radziecki generał major, Bohater Związku Radzieckiego (1945).

## Życiorys
W 1939 skończył 8 klas szkoły, pracował jako ślusarz w fabryce lotniczej w Gorkim, od lipca 1942 służył w Armii Czerwonej, w sierpniu 1943 skończył szkołę wojskową w Wietłudze. 
Od września 1943 walczył w wojnie z Niemcamijako dowódca czołgu i wkrótce plutonu czołgów na Froncie Briańskim, w październiku 1943 na Froncie Centralnym, od października 1943 do lutego 1944 - Białoruskim, od lutego do lipca 1944 1 Białoruskim, a w lipcu-sierpniu 1944 2 Białoruskim, uczestniczył w operacji briańskiej, homelsko-rzeczyckiej, rohaczowsko-żłobińskiej, bobrujskiej, mińskiej i białostockiej. Od października 1944 do maja 1945 był dowódcą plutonu czołgów i kompanii czołgów na 1 Froncie Ukraińskim, brał udział w operacji wschodniokarpackiej, sandomiersko-śląskiej, dolnośląskiej, górnośląskiej i praskiej, w styczniu 1945 jego pluton przeprawił się przez Przemszę w rejonie Katowic i odparł 7 kontrataków wroga, zadając mu duże straty. 
Po wojnie służył w Moskiewskim i Lwowskim Okręgu Wojskowym, później w Karpackim Okręgu Wojskowym, w 1955 ukończył Wojskową Akademię Wojsk Pancernych, później służył w Grupie Wojsk Radzieckich w Niemczech, 1962-1964 był zastępcą dowódcy pułku czołgów w Moskiewskim Okręgu Wojskowym. Później pracował w Wojskowym Instytucie Języków Obcych, 1972-1980 wykładał taktykę w Wojskowej Akademii Wojsk Pancernych im. Marszałka Związku Radzieckiego R.J. Malinowskiego, 1980-1984 był I zastępcą szefa sztabu 1 Gwardyjskiej Armii Pancernej w Grupie Wojsk Radzieckich w Niemczech (od 1981 w stopniu generała majora), w styczniu 1984 został zwolniony do rezerwy.

## Odznaczenia
- Złota Gwiazda Bohatera Związku Radzieckiego (10 kwietnia 1945)
- Order Lenina
- Order Czerwonego Sztandaru (3 marca 1945)
- Order Wojny Ojczyźnianej I klasy (11 marca 1985)
- Order Wojny Ojczyźnianej II klasy (13 lipca 1944)
- Order Czerwonej Gwiazdy (6 marca 1944)
- Order „Za służbę Ojczyźnie w Siłach Zbrojnych ZSRR” III klasy (30 kwietnia 1975)
- Medal „Za Odwagę”
- Medal „Za zasługi bojowe” (30 kwietnia 1954)
- Medal „Za zwycięstwo nad Niemcami w Wielkiej Wojnie Ojczyźnianej 1941–1945”
- Medal „Za wyzwolenie Warszawy”
- Medal „Za zdobycie Berlina”
- Medal „Weteran Sił Zbrojnych ZSRR”
- Honorowy Obywatel Miasta Mysłowice (1979)

I odznaczenia zagraniczne.